# Dáriusz Vitek
Dáriusz Attila Vitek, född 23 oktober 1999, är en ungersk brottare som tävlar i grekisk-romersk stil.

## Karriär
Vid EM 2025 i Bratislava tog Vitek brons i 130 kg-klassen efter att ha besegrat Dzmitry Zarubski i bronsmatchen.